# Hippo and Thomas
Hyppo and Thomas (яп. カバトット Каба Тотто) — японский аниме-сериал, выпущенный студией Tatsunoko Production. Транслировался по телеканалу Fuji TV с 1 января 1971 по 30 сентября 1972 года. Сериал был дублирован на итальянском языке и транслировался на ежедневной основе. Также сериал под названием Tic Tac Toons был показан на западе в 1992 году наряду с другим аниме Kaiketsu Tamagon.

## Сюжет
Тотто — маленькая птица, которая живёт во рту добродушного и наивного бегемота Кабы. Хотя Тотто сильно зависит от Кабы, он всё время пытается перехитрить бегемота и извлечь выгоду. Несмотря на частые ссоры, Тотто и Каба продолжают вместе и дружно жить.

## Роли озвучивали
- Тору Охира — Каба
- Матико Сога — Тотто (1-я часть)
- Дзюнко Хори — Тотто (2-я часть)
- Кадзуо Храда — Голос за кадром